# Frank Barrow
Pas d'image ? Cliquez ici

a Compétitions nationales et continentales officielles uniquement.

Frank Barrow, né le 11 janvier 1943, est un ancien joueur de rugby à XIII anglais évoluant au poste d'arrière dans les années 1960 et 1970. Formé à St Helens RLFC, il rejoint pendant onze ans l'équipe professionnelle entre 1961 et 1972 puis a rejoint Leigh Centurions. Après sa carrière, il est revenu à St Helens en tant qu'entraîneur adjoint. Il a été admis au temple de la renommée du club de St Helens.